# Pluie de roses sur Manhattan
Pour les articles homonymes, voir Bed of Roses.
Pour plus de détails, voir Fiche technique et Distribution.
Pluie de roses sur Manhattan (Bed of Roses) est un film américain de Michael Goldenberg sorti en 1996.

## Fiche technique
- Titre : Pluie de roses sur Manhattan
- Titre québécois : Il pleut des roses sur Manhattan
- Titre original : Bed of Roses
- Réalisation : Michael Goldenberg
- Scénario : Michael Goldenberg
- Musique : Michael Convertino
- Montage : Jane Kurson (en) et Steven Robinson
- Producteur : Allan Mindel et Denise Shaw
- Sociétés de production : Juno Pix, New Line Cinema et Mindel/Shaw Productions
- Sociétés de distribution : MCA/Universal Home Video Canada
- Pays d’origine : États-Unis
- Langue : anglais
- Genre : Film dramatique
- Durée : 87 minutes
- Date de sortie : 
  - 4 septembre 1996 en France

## Distribution
- Christian Slater (VF : Jean-Philippe Puymartin ; VQ : Gilbert Lachance) : Lewis Farrell
- Mary Stuart Masterson (VF : Déborah Perret ; VQ : Chantal Baril) : Lisa Walker
- Pamela Adlon (VQ : Johanne Garneau) : Kim (comme Pamela Segall)
- Josh Brolin (VQ : Benoît Gouin) : Danny
- Brian Tarantina (VF : Patrick Borg) : Randy
- Debra Monk (VQ : Élizabeth Lesieur) : la mère de Lewis
- Mary Alice : Alice
- Kenneth Cranham : Simon
- Ally Walker : Wendy
- Gina Torres : Francine
- Anne Pitoniak : la grand-mère Jean
- Michael Haley : le père de Lewis (comme R. M. Haley)
- Cass Morgan : la tante Meg
- Nick Tate : Bayard
- Yvonne Zima : Lisa jeune
- S.A. Griffin : Stanley